# Yiyang
Yiyang (益阳S, YìyángP) è una Città-prefettura della provincia cinese dell'Hunan.

## Amministrazione

### Suddivisioni amministrative
- Distretto di Heshan
- Distretto di Ziyang
- Yuanjiang
- Contea di Anhua
- Contea di Nan
- Contea di Taojiang

### Gemellaggi
- Namhae, dal 2006
- Petah Tiqwa, dal 2011